# インコさん
インコさん（1976年6月8日 - ）は、日本のコメディアン・俳優。本名、成田優介（なりた ゆうすけ）。『リタ・ジェイ』名義でイラストレーター、作家としても活動している。既婚。父親は元競馬騎手で、調教師の成田春男。
北海道出身。身長182cm、体重71kg。O型。

## 略歴
日本映画学校出身。
専門学校在学中にお笑いコンビ「シャリコッツ」「タックルベリー」として活動。1999年にトリオ「キッチンメイト・チョッパー」を結成後、ホリプロお笑いオーディションに合格し、デビュー。その後、「しゅりけん売り」へ改名する。
2001年（2000年12月31日～2001年12月31日）の1年間、開催された「インターネット博覧会」（インパク）での日本テレビパビリオン企画・主人公に決定。自分の部屋にある物をインターネットオークションで売ったお金のみで1年間生活、その様子をインターネット配信する企画に起用された。
2002年4月に「JJポリマー」へ改名し、相方の大森よしきと共に長期に渡り活動する。
2006年、日本文学館『第1回ポストカードブックコンテスト』グランプリを受賞する。
2011年9月30日に「JJポリマー」解散。その後はピン芸人として活動を続ける。
2014年2月26日、第2期ドラゴンクエストⅩ初心者大使に就任。ニコニコ生放送にて配信を始める。同年に3DS版「ドラゴンクエストⅩ」のCM（親子編）へ出演。
2015年5月1日付けで芸名を本名の成田優介からインコさんへ改名。由来は前述の第2期ドラゴンクエストⅩ初心者大使就任時に同ゲーム内で使用していた自身のゲームキャラクターに付けた名前からである。
2015年9月13日、デジタルアートバトルイベント「LIMITS」にてリタ・ジェイ名義で参加し、優勝する。
2016年1月22日、ニコニコ動画でインコさんの単独チャンネル「インコさんのメガチャンネル」が開設された。
2020年 所属していたホリプロコムを円満に退所。
2023年1月5日 自身がパーキンソン病と診断され、治療中である事と、活動は継続する事を公表。

## 人物
漫画やゲームに造詣が深い。また、ブラックジャックの走り方など、マンガものまねを得意としている。自身がプロデュースしているオムニバスコントライブ「実弾生活」でも、ブラックジャックや美味しんぼなどの漫画ネタを取り入れている。
自身がプロデュースしている「実弾生活」に出演していた元ジャンピオンのジャンボ仲根Jr.とプライベートで親交がある。
ミスドのドーナツの中ではオールドファッションが1番好きである。

## 小説家
小説家として活動するきっかけになったのは、イラストレーターとして個展をする際に、絵に短い文章を付けていたことから、それを見た編集者の方と話が合い、お笑い芸人をしているという話にもつながり、お笑いをテーマにした長いお話を書いてみるのを提案されたことからである。
中高生の頃は、椎名誠のエッセイやSF小説を愛読しており、文章を書く時の、小道具などの造語の感覚は影響をかなり受けたと自認している。特に『ハーケンと夏みかん』をよく読み返していた。その頃、背伸びしてJ・G・バラードやウイリアム・バロウズなどの小説も読んでいたが、まったく理解できなかったというが、それでも翻訳文章特有のワンフィルターかけたような文章にはまり、グレッグ・ルッカ、ジョージ・P・ペレケーノス、ボストン・テランなど、海外作家の作品を現在にいたるまで読んでいるという。また、初めて長編小説を書く際に、お手本とおまじないを兼ねるように常に手元に置いていたのは、ジョージ・P・ペレケーノスの『俺たちの日』で、自分が書いた小説の内容とは全く関係がないが、何かあるとあのすがるように開いていた。

## 出演
元コンビ「JJポリマー」での出演歴についてはJJポリマーを参照。

### テレビ
- ハガネの女 season2 第4話（テレビ朝日、2011年5月12日）
- 漢字ふむふむ「痴漢」（NHK Eテレ、2021年11月15日）

### ラジオ
- 妄想科学デパートAKIBANOISE(TOKYO FM、2014年2月6日、2月13日、2015年1月22日、1月29日)

### Web
レギュラー
- リタ・ジェイのUstラヂオ（USTREAM、2013年4月8日 - ）※毎月第3月曜日、メインパーソナリティ
- ドラゴンクエストⅩTV（ニコニコ生放送、2014年2月25日、2014年3月11日 - ）※第2期初心者大使
- 【どこパレLIVE】ドラゴンクエスト どこでもモンスターパレード（ニコニコ生放送、2016年2月5日 - ）※MC出演
- ラジオ実弾生活（らじおねっとトーキョー、2017年7月16日-）※日曜日（不定期）20時-21時、メインパーソナリティ

過去のレギュラー
- インターネット博覧会「競りマニア」[11]（インターネット博覧会インパク公式HP、2000年12月31日 - 2001年12月31日）

単発
- ツクモDEつくる女（ニコニコ生放送、2015年12月19日、2016年1月16日）
- ニコラジ水曜日（ニコニコ生放送、2016年1月20日）

### CM
- ニンテンドー3DS版 ドラゴンクエストX オンライン 親子篇[12]（2014年）
- 国民年金基金 (テレビ･ラジオ) (2018年)
- あなぶきグループＴＶＣＭ【暮らしから、未来をつくる篇】(2021年)

## 作品リスト
※記述が無い物はリタ・ジェイ名義

### ポストカードブック
- A lot of tarot（2006年8月1日、日本文学館）

### ゲーム
- らき☆すた 〜陵桜学園 桜藤祭〜（2008年1月24日）※作中で手に入るトレーディングカードのイラスト1枚

### 小説
- 青春サイバーアクション漫才ハードボイルドコメディな転校生（イラスト担当/とばり、2012年10月6日、PHP研究所 スマッシュ文庫、ISBN 978-4-569-67903-7）
- 絶対調和☆御裏崎ちゃんっ!（イラスト担当/遠坂あさぎ、メディアファクトリー MF文庫）
  - 絶対調和☆御裏崎ちゃんっ! 解放の五行少女～水の行～（2013年9月21日）
  - 絶対調和☆御裏崎ちゃんっ!2 解放の五行少女～火の行～（2014年1月23日）
- 菜娘ハンター・リュウ（イラスト担当/竹嶋えく、ポニーキャニオン ぽにきゃんBOOKSライトノベルシリーズ）
  - 菜娘ハンター・リュウ1（2014年7月3日）
  - 菜娘ハンター・リュウ2（2015年3月3日）
- デッドマンズTV（イラスト担当/イチゼン、2016年4月22日、集英社 ダッシュエックス文庫）

### 絵本
- ザ・たっちの日本すかし話（2008年1月23日、小学館）※全イラスト

### 電子書籍
- 電子書籍版「笑う20世紀」（著/藤井青銅）※表紙イラスト
  - 笑う20世紀 赤（2013年3月1日）
  - 笑う20世紀 青（2013年3月1日）
  - 笑う20世紀 黄（2013年3月1日）
  - 笑う20世紀 緑（2014年11月7日）
  - 笑う20世紀 紫（2014年11月7日）
  - 笑う20世紀 ピンク（2014年11月7日）

### ハウツー本
- 競りマニア成田優介くんのHow toネットオークション（2002年、日本テレビ放送網）※成田優介名義

### その他
- 円谷プロダクションクリエイティブジャム50 - 『帰ってきたウルトラマン』に登場する怪獣、タッコングをモチーフにしたイラストを描き下ろした。

## 舞台

### オムニバスコントライブ
※記述が無い物はプロデュース:リタ・ジェイ名義/出演:インコさん（成田優介）名義
- ～飲み屋の粉砕者～（2005年9月30日 - 10月2日全4回公演、新宿POO）
- ピントリッキョの館（2006年5月27日 - 5月28日全6回公演、新宿劇場バイタス）
- SAKURAN-BOOOOON！（2008年3月8日 - 3月9日全4回公演、笹塚デュオステージBBS）
- UFOロック（2008年10月3日 - 10月5日全5回公演、笹塚デュオステージBBS）
- バカンス中毒!!（2009年4月24 - 4月26日全5回公演、新宿シアターミラクル）
- 帰ってきたハロウィン（2009年10月29日 - 11月1日全6回公演、新宿シアターミラクル）
- アダルト台風（2010年5月28日 - 5月30日全5回公演、新宿シアターミラクル）
- BULLET CARNIVAL（2010年11月3日 - 11月7日全8回公演、新宿バイタス）
- ウェディング・フール（2011年7月8日 - 7月10日全5回公演、新宿シアターミラクル）
- 『9』（2012年3月29日 - 4月1日全6回公演、新宿ハイジアＶ-１）
- TEN（2012年10月5日 - 10月8日全7回公演、新宿シアターミラクル）
- 孤高の遠足、孤立のピクニック（2013年4月11日 - 4月14日全6回公演、新宿シアターミラクル）
- [菓子の価値観]（2013年10月11日 - 10月14日全7回公演、新宿シアターミラクル）
- [グレイトフル渡辺]（2014年4月24日 - 10月27日全6回公演、新宿シアターミラクル）
- ふりそそぐ晩秋（2014年11月21日 - 11月24日全7回公演、新宿シアターミラクル）
- 実弾生活SPECIAL（2015年4月24日 - 4月26日全5回公演、WoodyTheatren中目黒）
- 爆ぜて実りの秋（2015年10月9日 - 10月12日全6回公演、新宿バティオス）
- 黄金のメーデー(2016年5月17-5月22　全9回公演　新宿シアターミラクル)
- 恵みのサンダーボルト(2017年6月20-25日 全9回公演　下北沢OFFOFFシアター)
- ファンタスティックMOMIJIハンター(2017年10月24-29日　全9回公演　下北沢OFFOFFシアター)
- 実弾生活デュエル（2018年4月10-15日　全8回公演　下北沢OFFOFFシアター）
- ウルトラコブラ（2018年9月6-10日　全8回公演　下北沢駅前劇場）
- 実弾生活アナザー vol.1「なんてったってビジランテ」（2018年12月21 -25日 全8回公演　シアターグリーン BIG TREE THEATER）
- 連作短編二人芝居 実弾生活デュエル【再演】（2019年2月15-27日 全16回公演　下北沢OFFOFFシアター）
- サメなる浜辺（2019年8月22-26日 全8回公演　下北沢駅前劇場）
- 実弾生活アナザーvol.2「ヘルポエマー桜子」（2019年12月25-30日 全8回公演　シアターグリーン BIG TREE THEATER）
- 実弾生活THE BEST（2020年9月30-10月4日 全8回公演　下北沢駅前劇場）
- その名はマウンテン（2021年8月25ｰ29日 全8回公演　下北沢駅前劇場）
- 連作短編二人芝居 実弾生活デュエル2（2021年12月8-12日 全8回公演　新宿シアターミラクル）

### スタンダップコメディライブ
スタンダップコメディライブ「おはようインコさん」2015年 下北沢劇小劇場
スタンダップコメディライブ「おはようインコさん その２」2016年 下北沢駅前劇場
スタンダップコメディライブ「おはようインコさん その３」2016年 下北沢OFFOFFシアター
スタンダップコメディライブ「おはようインコさん その４」2017年12月23日　新宿紀伊國屋ホール　
スタンダップコメディライブ「おはようインコさん　その5」2019年4月29日　下北沢本多劇場
スタンダップコメディライブ「おはようインコさん　その6」2020年11月28日 (土)　TIAT SKY HALL

### イベント
※成田優介名義
- バカみたいな集い2012（2012年11月9日、at四谷アウトブレイク!）
- コント「笑う20世紀」（2012年11月22日、新宿ハイジアＶ-１）※原作：藤井青銅/翻案：実弾生活

※リタ・ジェイ名義
- デジタルアートバトル「LIMITS」
  - 「LIMITS」（2015年9月12日、13日、大阪日本橋インディペンデントシアター2nd）※優勝
  - 「LIMITS JAPAN FINAL」（2016年1月30日、31日、大阪日本橋インディペンデントシアター2nd）※準優勝

## 個展
※リタ・ジェイ名義
| 開催年 | 開催日              | 個展名                                    | 会場                                       |
| ------ | ------------------- | ----------------------------------------- | ------------------------------------------ |
| 2005年 | 12月23日 - 12月27日 | A LOT OF TAROT                            | 東京・代官山ジェイトリップアートギャラリー |
| 2006年 | 7月25日 - 7月30日   | CINEMA MUTANTS                            | 東京・曙橋MOTT GALLERY                     |
| 2007年 | 4月13日 - 5月13日   | Chimaira City                             | 東京・中野坂上cafe in bloom                |
| 2008年 | 1月29日 - 2月11日   | Short Short Six Shot -掌編、いくつか所望- | 東京・曙橋MOTT GALLERY                     |
| 2008年 | 7月4日 - 7月13日    | Chimaira City                             | 台湾・統一元氣館                           |
| 2009年 | 1月8日 - 1月25日    | リタ・ジェイのオバケかるた                | 東京・曙橋MOTT GALLERY                     |
| 2010年 | 1月16日 - 2月14日   | ZODIAC COMICS                             | 東京・曙橋MOTT GALLERY                     |
| 2011年 | 1月15日 - 2月5日    | Friends oF Fantasy ABC                    | 東京・AISHO MIURA ARTS                     |
| 2011年 | 10月15日 - 10月29日 | Friends oF Fantasy ABC in Osaka           | 大阪・FOLK OLD BOOK STORE                  |
| 2012年 | 1月14日 - 1月28日   | SWEETS AND MONSTERS                       | 東京・SHIBUYA PUBLISHING BOOKSELLERS       |
| 2013年 | 1月13日 - 1月26日   | 純喫茶ゴースト                            | 東京・SHIBUYA PUBLISHING BOOKSELLERS       |
| 2014年 | 2月17日 - 3月2日    | 静かにちらばる動物たち                    | 東京・SHIBUYA PUBLISHING BOOKSELLERS       |
| 2014年 | 9月2日 - 9月8日     | SWEETS AND MONSTERS in TAIPEI             | 台湾・柯芬園咖啡館                         |
| 2016年 | 1月15日 - 1月27日   | Mr.インコの世界旅行                       | 東京・新宿FEWMANY                          |